# Can Thió de la Bassa
Can Thió de la Bassa és una masia situada als afores del nucli de Caldes de Malavella (Selva). Està situada al costat esquerre de la carretera N-II, seguint el mateix trencall que porta a l'Hostal de la Thiona, just davant el nucli de Franciac. Forma part de l'Inventari del Patrimoni Arquitectònic de Catalunya.

## Descripció
L'estructura de la casa és de dues plantes i golfes, amb la teulada a dues vessants orientades als laterals, i ràfec doble. Totes les obertures de l'edifici són quadrangulars amb arc de llinda fet de pedra monolítica, exceptuant la porta principal, formada per un arc de carreus treballats amb una inscripció lleugerament esborrada: "...IGNATION...VIA / ELEVANS·ALL ISL...TI·ME·FESIT / FRANCESCH TIHO·AY·1631". Al centre de la inscripció, un orla barroca esculpida a manera d'incisió amb una T a la part inferior de l'escut dels Thió.Annex a la casa, hi ha un cos afegit, també amb la teulada a dues vessants orientades a les façanes laterals. A banda d'aquest cos, trobem altres construccions d'ús agrícola i ramader. La bassa que dona nom a Cant Thió de la Bassa, ha desaparegurt recentment durant les obres de la carretera N-II (març 2006).